# Guido Scanferla
Guido Scanferla (Padova, 6 aprile 1908 – Mar Mediterraneo, 10 marzo 1943) è stato un calciatore italiano, di ruolo difensore.

## Carriera
Gioca con il Padova sette stagioni dal 1925 al 1934 per un totale di 121 presenze e un gol, disputando anche il primo campionato di Serie A.